# Gaspard-Marie Duboys
Gaspard Marie Duboys est un homme politique français né le 20 novembre 1761 à Grenoble (Isère) et décédé le 27 mars 1860 à Grenoble.
Conseiller au Parlement de Grenoble en 1782, il est arrêté comme suspect pendant la Terreur et incarcéré jusqu'au 9 thermidor. Maire de La Combe-de-Lancey sous le Premier Empire, il est nommé conseiller à la cour impériale de Grenoble en 1811. Il démissionne pendant les Cent-Jours. 
Il devient député de l'Isère de 1815 à 1816, siégeant dans la majorité de la Chambre introuvable. Il est président de chambre à la Cour d'appel de Grenoble de 1816 à 1848, et conseiller municipal de Grenoble.
Son fils, Albert Duboys, a été membre de l'Académie Delphinale et l'auteur de plusieurs livres sur l'histoire du Dauphiné.

## Sources
- « Gaspard-Marie Duboys », dans Adolphe Robert et Gaston Cougny, Dictionnaire des parlementaires français, Edgar Bourloton, 1889-1891 [détail de l’édition]